# Bactromyia aurulenta
Bactromyia aurulenta là một loài ruồi trong họ Tachinidae.